# Rimatararohrsänger
Der Rimatararohrsänger (Acrocephalus rimitarae) ist ein bräunlich-weiß gefärbter Singvogel aus der Gattung der Rohrsänger (Acrocephalus) innerhalb der Familie der Rohrsängerartigen (Acrocephalidae). Er ist endemisch auf der französisch-polynesischen Insel Rimatara, wo er bevorzugt mit Büschen oder Bäumen bestandene, störungsfreie Habitate bewohnt. Wegen seines beschränkten Vorkommens gilt dieser wenig erforschte Vogel als vom Aussterben bedroht. Früher wurde er als Unterart des Pitcairnrohrsängers (A. vaughani) betrachtet.

## Beschreibung

### Aussehen
Mit einer Größe von etwa 17 cm und einem Gewicht von etwa 23 bis 29 g ist der Rimatararohrsänger ein recht großer Vertreter seiner Gattung; es besteht kein Sexualdimorphismus. Er ist oberseits dunkelbraun gefleckt und unterseits weißlich gefärbt, wobei er anfällig für Leuzismus bzw. Teilalbinismus ist.
Der verhältnismäßig lange Schnabel ist oben dunkelgrau und unten insbesondere an der Basis blassrosa. Zur Spitze hin wird der Unterschnabel dunkler. Der recht schwach ausgeprägte Überaugenstreif ist von gelblicher Farbe und reicht von der Schnabelbasis bis auf Augenhöhe, aber nicht weiter. Klar erkennbar ist hingegen der schwarze Zügelstreif. Auch hinter dem von einem weißlichen Ring umgebenen Auge, dessen Iris dumpf braun ist, ist eine gut erkennbare, sich fortsetzende Linie sichtbar, weswegen man von einem dunklen Augenstreif sprechen kann. Die Ohrdecken sind blass aschgrau und haben cremefarbene Federspitzen; nach unten hin werden sie blasser. Kinn und Kehle sind weiß gefärbt, oft mit hellgrauer Tönung. Auf der länglichen Stirn und dem runden Scheitel ist der Vogel im Normalfall aschgrau bis dumpf olivbraun gefärbt, wobei die Federn schmale, weiße Spitzen aufweisen. Der Nacken ist etwas dunkler als der Oberkopf und üblicherweise nicht mit hellen Federsäumen versehen. Mantel und Schultern sind düster olivbraun, wobei durch blasse aschgraue Federumrandungen ein fleckiges Aussehen erzeugt wird. Die Federn des Bürzels und der Oberschwanzdecken sind innen braun und außen von breiten, blass aschgrauen Rändern umgeben, wodurch sie insgesamt heller als die Mantelfedern wirken. Der Schwanz ist normalerweise dunkelbraun bis schwarz gefärbt. Die Unterschwanzdecken sowie die Flanken sind cremeweiß bis blassgelb, letztere teilweise auch mit blassem bräunlichem Anflug. Bauch und Brust sind hellgelb getönt, wobei vor der Handwurzel an der Seite der oberen Brust eine dunklere graubraune Färbung erkennbar ist. Nicht leuzistische Individuen haben dunkelgraubraune Rand- und mittlere Armdecken mit schmalen, blass bräunlichweißen Federspitzen. Die großen Armdecken haben deutlich breitere Federsäume und -spitzen derselben Färbung. Die Handdecken sind dunkelbraun ohne umrandete Federn. Die ebenfalls dunkelbraune Alula hat hingegen schmale, blassbraune Federsäume. Die Schirmfedern, Armschwingen und Handschwingen sind dunkelbraun gefärbt und mit blassbraunen Rändern und Spitzen versehen. Im geschlossenen Zustand wird die Flügelspitze von der vierten, oft zusammen mit der dritten und fünften Handschwinge gebildet. Dabei ist bei der dritten und vierten Handschwinge eine deutliche Ausbuchtung zu erkennen. Die geschlossenen Flügel sind zudem recht kurz und erreichen gerade einmal die Spitzen der kürzesten Federn der Oberschwanzdecken. Die Unterflügeldecken sind von cremeweißer Farbe. Die verhältnismäßig langen Beine sowie die Füße und Krallen sind dunkelgrau.
Immature Vögel (Jungvögel) sind oberseits durchschnittlich einfarbiger braun gefärbt. Auf den weißlichen Flanken und der Brust ist eine zimtbraune Tönung auszumachen.
Die Vollmauser der Altvögel findet vermutlich im Anschluss an die Brutzeit, also ab Dezember statt, da im Oktober und November gefangene Individuen über ein stark abgetragenes Gefieder verfügten, während ein Großteil der im März gefangenen Individuen gerade die Schwungfedern mauserte und ein kleinerer Teil bereits fertig gemausert hatte. Bei einem Großteil der gefangenen immaturen Vögeln war das Gefieder hingegen sowohl im Oktober und November als auch im März frisch gemausert.
Genau wie beim Pitcairnrohrsänger (A. vaughani) und beim Hendersonrohrsänger (A. taiti) tritt – wie bereits erwähnt – häufig Leuzismus auf. Dies äußert sich in der weißen Färbung zufällig verteilter Federn auf dem Oberkopf, dem Rücken, dem Schwanz und den Flügeln. Insbesondere bei den Schwung- und Steuerfedern wechseln sich normale (dunkelbraune bis schwarze) und leuzistische (weiße) Federn ohne erkennbares Muster ab.

### Artabgrenzung
Die Abgrenzung vom Pitcairnrohrsänger (A. vaughani) und vom Hendersonrohrsänger (A. taiti), mit denen der Rimatararohrsänger früher als konspezifisch betrachtet wurde, ist nicht sicher möglich, da das Gefieder bei allen drei Arten sehr ähnlich ist. Sogar Teilleuzismus tritt bei allen drei Arten häufig auf. Im Durchschnitt ist der Rimatararohrsänger etwas größer und langschwänziger als die beiden Arten, es besteht jedoch eine große Variation, weswegen dies kein verlässliches Merkmal ist. Im Vergleich zum Langschnabel-Rohrsänger (A. caffer) sowie zu Nord- (A. percernis) und Südmarquesas-Rohrsänger (A. mendanae) ist er hingegen etwas kleiner und außerdem kurzschnäbeliger. Die Unterscheidung von ähnlichen Arten erübrigt sich allerdings in freier Natur, da der Rimatararohrsänger nur auf Rimatara und nicht auf Nachbarinseln vorkommt und auch auf Rimatara keine ähnlichen Arten angetroffen werden können.

Ähnliche Arten
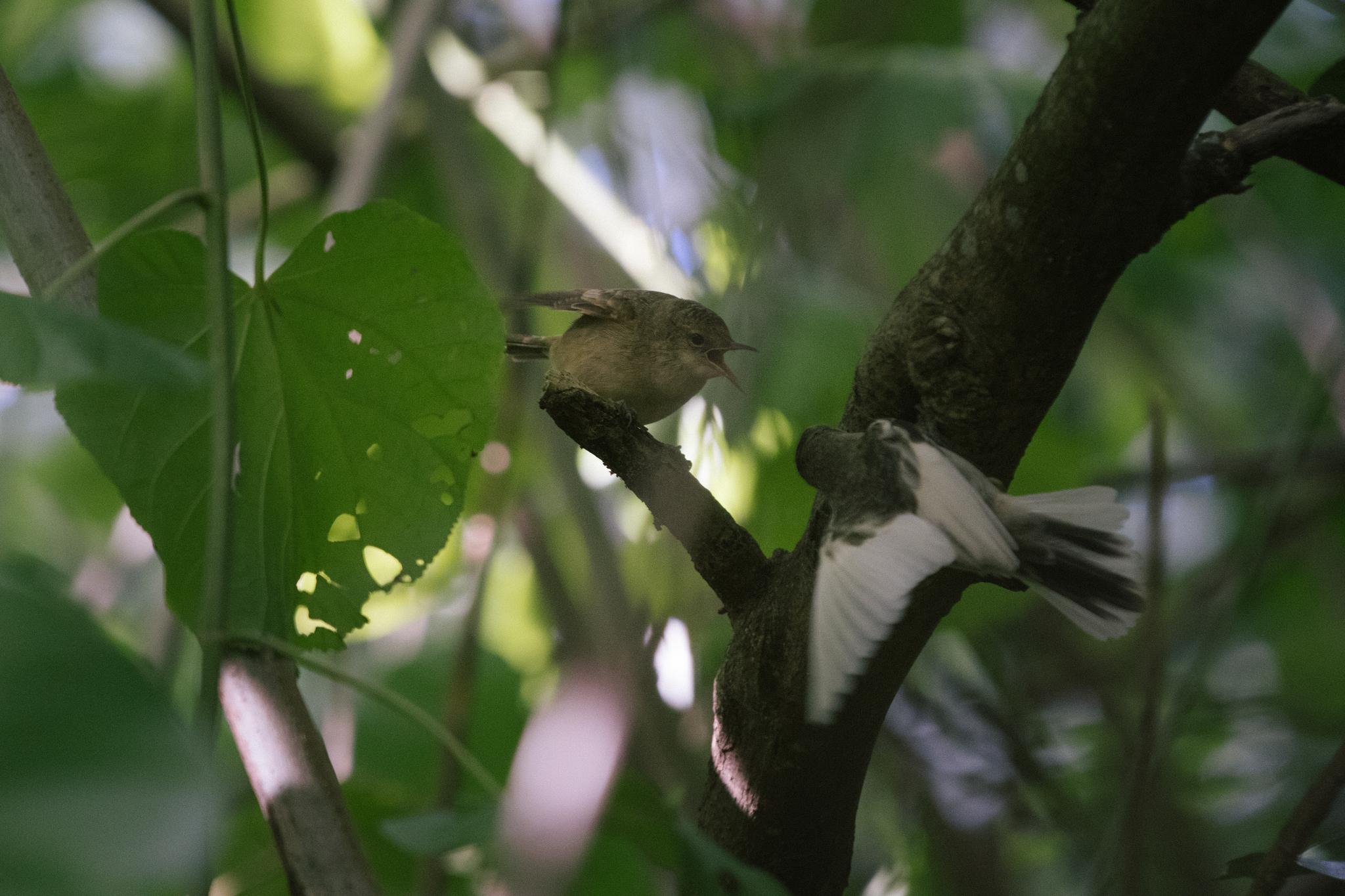
Zwei Pitcairnrohrsänger (A. vaughani), rechts ein teilleuzistischer Vogel im Flug
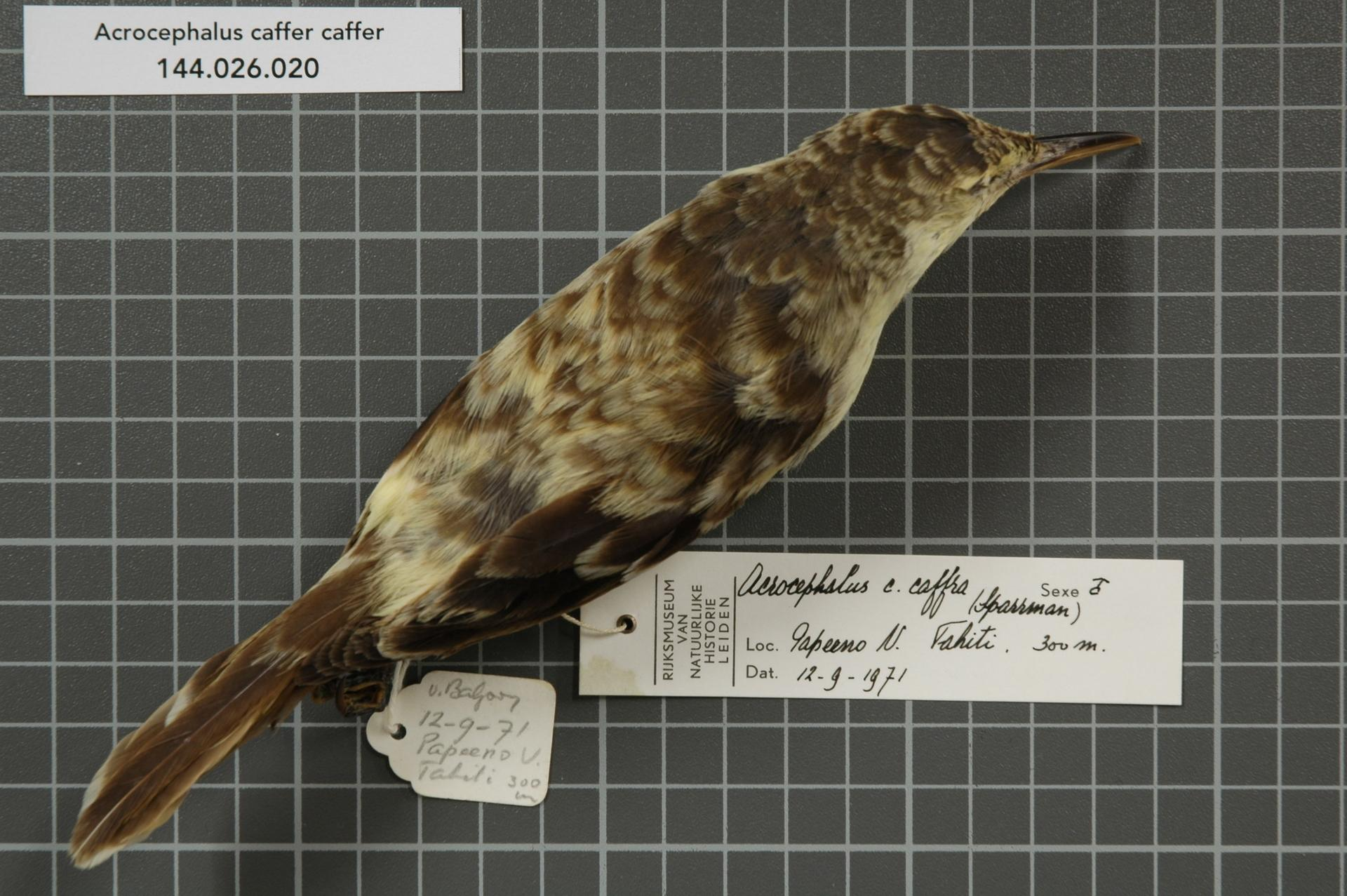
Langschnabel-Rohrsänger (A. caffer), Vogelbalg

### Stimme
Der Gesang des Männchens besteht aus aneinandergereihten, variierten Pfeiflauten von geringer Lautstärke, Tonhöhe und Komplexität. Im Vergleich zum Langschnabel-Rohrsänger (A. caffer), zum Tuamoturohrsänger (A. atyphus) und zum Südmarquesas-Rohrsänger (A. mendanae) ist er schwächer, kürzer und weniger kompliziert. Von den beiden Arten, mit denen der Rimatararohrsänger früher als konspezifisch betrachtet wurde, dem Pitcairnrohrsänger (A. vaughani) und dem Hendersonrohrsänger (A. taiti), ist abgesehen von wiederholten, langen und dünnen Tönen, die vermutlich eine Gesangsfunktion einnehmen, gar kein Gesang bekannt. Dass diese beiden Arten und der Rimatararohrsänger über einen wenig entwickelten Gesang verfügen, liegt vermutlich nicht an ihrer hohen Siedlungsdichte, da beispielsweise beim Südmarquesas-Rohrsänger, der einen komplexen Gesang hat, ähnlich hohe Dichten nachgewiesen wurden.
Die Alarm- und Kontaktrufe ähneln denen anderer polynesischer Rohrsängerarten und werden von Vögeln beiderlei Geschlechts abgegeben. Der häufigste Ruf ist ein lautes, grelles „scarp“, das entweder im Abstand von mehreren Sekunden oder unmittelbar aufeinanderfolgend wiederholt wird; in letzterem Fall ergibt sich ein unmelodisches Quietschen, das an ein Kinderspielzeug erinnert. Es ist davon auszugehen, dass andere, seltener zu hörende Rufe wie ein hohes „chirp“ oder „chack“ Variationen des Hauptrufs darstellen und keine abweichende Funktion einnehmen. Bettelrufe werden sowohl von Jungvögeln als auch von Weibchen abgegeben und sind ebenfalls typisch für Rohrsänger der pazifischen Inseln.

## Verbreitung und Lebensraum
Dieser Endemit kommt nur auf Rimatara vor, einer 8,6 km² großen Insel im zentralen Südpazifik, die als Teil der Austral-Inseln zum französischen Überseegebiet Französisch-Polynesien zählt und sich bis zu 83 m aus dem Meer erhebt. Die Art ist auf der gesamten Insel verbreitet und wird als häufig beschrieben. Außerhalb Rimataras ist bislang kein Nachweis erbracht worden, weswegen es sich wohl um einen Standvogel handelt. Die Art kommt in einer Vielzahl verschiedener Habitate vor: Neben dem bevorzugten Wald- und Buschland bewohnt sie auch Plantagen, Röhrichte, mit Farn bewachsene Flächen und andere Vegetationsarten in Feuchtgebieten. Zur Brutzeit werden insbesondere Gärten, Unterholz von Kokosplantagen sowie küstennaher Primärwald mit Kalkboden präferiert. Die unmittelbare Nähe menschlicher Siedlungen wird jedoch eher gemieden.

## Verhalten

### Ernährungsverhalten
Die Nahrungssuche erfolgt in Büschen und Bäumen oder unter diesen am Boden. Dabei sammeln diese insektivoren Vögel Beutetiere von Pflanzenbestandteilen auf, wie es von den meisten polynesischen Rohrsängern bekannt ist.

### Gesangsaktivität
Der Gesang wird nicht ganzjährig vorgetragen. Zur Brutzeit ist die Gesangsaktivität am frühen Morgen, abends und bei hellem Mondschein nachts am höchsten, während mittags fast kein Gesang zu vernehmen ist. Im Gegensatz dazu singen nah verwandte Arten wie der Langschnabel-Rohrsänger (A. caffer), der Tuamoturohrsänger (A. atyphus) und der Südmarquesas-Rohrsänger (A. mendanae) vorwiegend tagsüber.

### Territorialverhalten
Männchen des Rimatararohrsängers verteidigen ihr Brutrevier durch Gesang. Die durchschnittliche Reviergröße beträgt 0,72 ha, was sich aus einer durchschnittlichen Entfernung singender Männchen von 96 m zueinander und dem daraus resultierenden Radius jedes Reviers von durchschnittlich 48 m ergibt, wobei angenommen wird, dass die Reviere ungefähr kreisförmig sind.

### Fortpflanzungsverhalten
Die Brutzeit ist eindeutig eingrenzbar und dauert etwa von Mitte September bis Ende Dezember; somit deckt sie sich mit der des Hendersonrohrsängers (A. taiti). Das becherförmige Nest ist durchschnittlich 12,5 cm hoch und etwa 5 cm tief ausgehöhlt, wobei sein Außendurchmesser ungefähr 10 cm beträgt. Es besteht aus Pflanzenfasern und Blättern, beispielsweise von Kokospalmen (Cocos nucifera), vom Schraubenbaum Pandanus tectorius, von Kapokbäumen (Ceiba pentandra) und von der Passionsblume Passiflora maliformis; zur Auskleidung werden feinere Fasern derselben Pflanzen verwendet. Das Nest liegt in einer Astgabel oder zwischen senkrechten Ästen in einer Höhe von durchschnittlich 4 bis 7 m in verschiedenen, größtenteils neophytischen Baumarten, so zum Beispiel in Lindenblättrigem Eibisch (Talipariti tiliaceum), in Arabica-Kaffee (Coffea arabica), in der Fiederaralie Polyscias guilfoylei, in Portiabäumen (Thespesia populnea), in Syzygium jambos, in Falcataria moluccana und in Echter Limette (Citrus × aurantiifolia). Sowohl im Aussehen als auch im Standort des Nests bestehen keine Unterschiede zu anderen polynesischen Rohrsängerarten. Das Gelege umfasst meist nur ein Ei, manchmal auch zwei, und ist damit durchschnittlich kleiner als das des Hendersonrohrsängers.
Manchmal tritt eine Verhaltensweise auf, bei dem ein dritter adulter Vogel die beiden Elternteile als Bruthelfer bei der Aufzucht der Jungen unterstützt, was auch bei anderen pazifischen Rohrsängerarten wie etwa beim Hendersonrohrsänger, nicht aber beim Pitcairnrohrsänger (A. vaughani) beobachtet werden konnte. Durch dieses Phänomen beteiligen sich durchschnittlich 2,37 Altvögel bei einer Brut. Weitere Details zum Fortpflanzungsverhalten sind nicht bekannt.

## Gefährdungssituation und Bestand
Die Art wird wegen des sehr kleinen Verbreitungsgebietes und der pro Jahrzehnt um 30–49 % sinkenden Bestände von im Jahr 2020 noch etwa 600 bis 1900 adulten Individuen in der Roten Liste der IUCN als vom Aussterben bedroht (Critically Endangered) eingestuft. Noch bis 2017 wurde sie als gefährdet (Vulnerable) gelistet. Als eine der Hauptbedrohungen wird Habitatverlust durch Abholzung genannt. Beim Bau eines Flughafens im Jahr 2002 wurde beispielsweise eine Fläche von etwa 60 ha, also etwa 40 % des verbleibenden Urwalds abgeholzt, der ohnehin nur noch eine Fläche von etwa 160 ha, also etwa 21 % der gesamten Inselfläche umfasste. Die zugunsten des Flughafenbaus abgeholzte Fläche beherbergte wohl mehrere Dutzend Rimatararohrsänger. Eine weitere Gefahr stellen invasive Neozoen dar: Aus der Gattung der Ratten (Rattus), die mögliche Prädatoren der Vögel und ihrer Eier darstellen, wurden auf Rimatara die Pazifische Ratte (R. exulans) und die Wanderratte (R. norvegicus) eingeführt. Erstere gelangte bereits vor mehreren Jahrhunderten auf die Insel und stellt soweit bekannt für polynesische Rohrsänger keine Gefahr dar. Letztere ist erst seit dem späten zwanzigsten Jahrhundert auf der Insel vertreten; da sie jedoch nicht auf Bäume klettert, handelt es sich bei ihr wohl ebenfalls nicht um eine große Bedrohung. Anders verhält sich dies mit der Hausratte (R. rattus), deren Einführung bei zahlreichen anderen pazifischen Rohrsängern zu massiven Bestandseinbußen oder sogar zum Aussterben geführt hat. Sie kommt allerdings bislang nicht auf Rimatara vor. Ein weiteres Neozoon ist die Hauskatze (Felis catus), die auf der Insel als freilaufendes Haustier oder verwildert in großer Zahl vorkommt. Sie gilt als Bedrohung, da Rimatararohrsänger häufig auf dem Boden und somit in Erreichbarkeit von Katzen nach Nahrung suchen. Zuletzt wird die Hirtenmaina (Acridotheris tristis), ein aggressiver Starenvogel, als potenzielle Bedrohung aufgeführt, die zwar bislang nicht auf Rimatara eingeführt wurde, allerdings auf zahlreichen Nachbarinseln. Dort trug sie zu Bestandseinbrüchen der dort beheimateten Rohrsängerarten bei. Die Hirtenmaina würde für den Rimatararohrsänger bei ihrer Einführung einen Nahrungs- und Brutplatzkonkurrenten darstellen und ihn somit ebenfalls gefährden.
Um weitere Bestandsrückgänge durch die Einführung der Hausratte zu verhindern, werden verschiedene Schutzmaßnahmen durchgeführt: Einerseits werden einlaufende Schiffe am Hafen genauer auf mögliche Beladung mit Ratten untersucht und ein auf Ratten ausgebildeter Spürhund wurde auf die Insel gebracht, andererseits wird die einheimische Bevölkerung durch verschiedene Kampagnen insbesondere in der Schule auf die ökologischen Gefahren, die von invasiven Arten wie Ratten ausgehen, aufmerksam gemacht. Davon abgesehen fordert BirdLife International im Namen der IUCN das Fortführen eines regelmäßigen Bestandsmonitorings und die Einführung eines Schutzgebiets, um der Habitatzerstörung entgegenzuwirken.

## Systematik und Forschungsgeschichte
Die Art wurde von Robert Cushman Murphy und Gregory Mathews im Jahr 1929 als Conopoderas vaughani rimitarae erstbeschrieben, also als Unterart des Pitcairnrohrsängers (A. vaughani), der auf der ca. 2500 km entfernten Pitcairn-Insel vorkommt. Das Typusexemplar ist ein adultes Männchen, das am 29. Mai 1921 von E. H. Quayle gesammelt wurde. Das Artepitheton bezieht sich auf die Insel Rimatara. Murphy und Mathews begründeten die systematische Stellung als Unterart des Pitcairnrohrsängers mit einer großen Ähnlichkeit zwischen den Populationen Pitcairns und Rimataras, wenngleich geringfügige morphologische Unterschiede, insbesondere die Körpergröße und die Flügellänge betreffend, eine Einstufung als eigene Unterart rechtfertigen. Als möglichen Grund, warum sich Pitcairn- und Rimatararohrsänger mehr ähneln als die geografisch gesehen näher zueinander vorkommenden Arten Pitcairn- und Hendersonrohrsänger, spekulierten sie, dass der Rimatararohrsänger durch indigene Völker Polynesiens von Pitcairn nach Rimatara gelangt sein könnte.
Lange wurde der Vogel – ebenso wie der Hendersonrohrsänger (A. taiti) – weiterhin als Unterart des Pitcairnrohrsängers betrachtet und die drei Arten somit als konspezifisch angesehen. Seit den 1990er Jahren gelten beide früheren Unterarten jedoch als eigene Arten, was damit begründet wurde, dass aufgrund der großen Entfernung der Inseln zueinander und aufgrund morphologischer Differenzen auch deutliche genetische Unterschiede bestehen müssen.
Im Jahr 2011 ergab eine von Alice Cibois et al. durchgeführte Analyse der mitochondrialen DNA der Rohrsängerarten des Pazifiks, dass der Rimatararohrsänger zusammen mit dem Tuamoturohrsänger (A. atyphus), dem Nordmarquesas-Rohrsänger (A. percernis), dem Cookinsel-Rohrsänger (A. kerearako), dem Hendersonrohrsänger (A. taiti), dem Pitcairnrohrsänger (A. vaughani), dem Hawaiirohrsänger (A. familiaris) und dem Langschnabel-Rohrsänger (A. caffer) sowie den ausgestorbenen Arten Mangarevarohrsänger (A. astrolabii), Moorearohrsänger (A. longirostris) und Forsterrohrsänger (A. musae) eine monophyletische Klade bildet, die als „polynesische Klade“ bezeichnet wurde (Kladogramm siehe rechts). Am nächsten ist er dabei mit dem Cookinsel-Rohrsänger verwandt. Durch diese Erkenntnisse bestätigte die Untersuchung auch den Artstatus des Rimatararohrsängers. Die Art gilt als monotypisch, da keine Unterarten anerkannt werden.

## Stammesgeschichte
Aufgrund der oben genannten Ergebnisse der mtDNA-Analyse von Alice Cibois et al. von 2011 wird vermutet, dass alle Rohrsänger des tropischen Pazifiks – außer dem Guamrohrsänger (A. luscinius), der bis zu seinem Aussterben auf Guam, der größten und ältesten Insel der Marianen, vorkam – einen gemeinsamen Vorfahren hatten. Die Besiedlung der pazifischen Inseln durch Radiation erfolgte wohl nicht Insel für Insel von West nach Ost, sondern verlief anscheinend deutlich komplexer, sodass teilweise östlicher gelegene Inseln zuerst besiedelt und die dazwischen liegenden, also westlicheren, somit zunächst übersprungen wurden. Der Zeitpunkt der Besiedlung Rimataras ist nicht genau geklärt, jedoch erfolgte sie wahrscheinlich im mittleren bis späten Pleistozän, also vor etwa 781.000 bis 11.700 Jahren und somit erst deutlich später als die Entstehung der Insel vor etwa 15 Millionen Jahren.